# La leggenda dei lupi blu
La leggenda dei lupi blu (蒼き狼たちの伝説?, Aoki ōkami-tachi no densetsu) è un anime yaoi hentai del 1996 di 45 minuti (titolo alternativo La caduta dell'Impero Galattico). Originariamente doveva essere il primo di una serie, che però s'interruppe subito dopo questo primo OAV sottotitolato: Il settimo uomo. È uscito in Italia in DVD per la Yamato Video, con un divieto relativo ai minori di 18 anni.
L'anime rompe in modo del tutto anomalo molte delle convenzioni classiche precedenti riguardanti il genere, ad esempio rappresentazioni esplicite di scene sessuali con genitali in primo piano e coinvolgenti personaggi bruttissimi (il Capitano) e ripugnanti; forse fu proprio per questo che non ottenne il risultato sperato e ne venne interrotta la pubblicazione subito dopo il primo episodio.

## Trama
La storia è ambientato in un futuro fantascientifico, con il pianeta che soffre di sovrappopolazione e grave carenza di risorse naturali. L'umanità dà il via quindi alla progressiva colonizzazione di altri mondi. Improvvisamente, un nemico misterioso e invisibile improvvisamente attacca l'ultima colonia umana su Plutone e la annienta.
I prigionieri umani catturati vengono fusi nel metallo e trasformati in schiavi cyborg, da persone a semplici fantocci militari obbedienti in tutto e per tutto alle direttive aliene; questa razza aliena viene chiamata "Apocalypse" o Cavalieri dell'Apocalisse.
Sullo sfondo di questi eventi di guerra si sviluppa la storia d'amore tra due dei migliori piloti spaziali della cosmo-flotta terrestre. Il sottotenente dell'esercito terrestre Jonathan Tiberius si offre volontario per un pericoloso esperimento che non ha lasciato scampo ai suoi predecessori e viene inviato in accademia su Ganimede per le esercitazioni. Qui incontra il biondo Leonard Schteinberg, e dopo poco tempo divengono amanti: Jonathan assomiglia molto al fratello morto di Leonard, a sua volta Jonathan trova finalmente quell'affetto che la madre gli ha sempre fatto mancare.
Ma i loro appassionati incontri erotici verranno presto disturbati. Tra i due si intromette il capitano Continental, che ha un harem personale composto dai più belli tra i cadetti della scuola militare. Inizierà a ricattare i due giovani, costringendoli a poco piacevoli intrecci sessuali con lui. Poco dopo il vecchio militare finirà evirato. L'episodio termina con Leonard catturato dagli Apocalypse e Jonathan che malincuore è costretto a ucciderlo.

## Personaggi e doppiatori
- Takehito Koyasu: Jonathan Tyberius
- Toshiyuki Morikawa: Leonard Schteinberg